# Tarenna principensis
Tarenna principensis är en måreväxtart som beskrevs av J. Degreef. Tarenna principensis ingår i släktet Tarenna och familjen måreväxter. Inga underarter finns listade i Catalogue of Life.